# Kleinzeit
Kleinzeit ist der im Original 1974 erschienene zweite Roman des in England lebenden US-amerikanischen Schriftstellers Russell Hoban. Die deutsche Übersetzung (der Name der Hauptfigur, zugleich Buchtitel, bedurfte keiner Übersetzung, da es ein deutsches Wort ist) erschien 1989 bei S. Fischer.

## Inhalt

### Erster Krankenhausaufenthalt
Kleinzeit (45, geschieden, wie man Mitte des Buches erfährt) ist in London Werbetexter. Er wird genau an dem Morgen, an dem er erstmals einen „Schmerz von A nach B“ verspürt hat, wegen eines absonderlichen Entwurfs auf unterwegs gefundenem gelbem Papier entlassen. Er bekommt umgehend einen Termin bei Dr. Pink, der ihn für den nächsten Tag ins Krankenhaus einweist.
Tags darauf trägt Kleinzeit den neu gekauften „unternehmungslustigen Pyjama“ und bekommt von der Krankenschwester, die schlicht „Schwester“ genannt wird, Blut abgenommen. Das Krankenhausbett, das ihn schon bei Auftreten des Symptoms vom anderen Ende der Stadt herbeigewünscht hat, ist von Kleinzeits Anwesenheit beglückt; es macht Anstalten, ihn zu verführen. Kleinzeit bekommt derweil von seinem „Inneren“ einen Bettelmusikant in einer Londoner U-Bahn-Station gezeigt. Denselben denkt auch gerade ein Glockenspiel in einer Musikalienhandlung. Ebenso Schwester, die spürt, dass der neue Patient besser zu ihr passt als der Assistenzarzt, ihr bisheriger Liebhaber.
Nach diversen surrealen Begebenheiten am Tag im Krankenhaus, das sich beispielsweise selbst zu Wort gemeldet hatte, wird eine längere nächtliche Szene im menschenleeren U-Bahn-Durchgang geschildert, in der die Werbeplakate, Graffiti und Aufkleber ertönen sowie eine Untergrundbahn Fragen „aus dem Off“ stellt. Kleinzeit verlässt noch in der Nacht das Gebäude und unterhält sich mit dem Mond. Nachdem er dem anrückenden Tag den Empfang des Morgens quittiert hat, strebt er dem gegenüber befindlichen Musikalienladen zu und lässt sich vom Glockenspiel überreden, es zu kaufen – mitsamt des überteuerten Instrumentenkoffers, weil ihm versprochen wurde, dass dessen ungewöhnliche Form Frauen anlockt.
Es folgt eine Visite, eine Untersuchung und eine erste Begegnung im Kopf mit Rotbart, einem obdachlosen U-Bahn-Gang-Musiker. Dann sucht Kleinzeit seine Biografie in einer Stadttour. Bruchstückhaft lichtet sich seine Familiengeschichte, aber am Ende beginnen die Erinnerungen doch nur wieder beim „Schmerz von A nach B“.
Auch Schwester und Rotbart treffen erstmals im U-Bahn-Gang aufeinander. Im Krankenzimmerklo, wo Kleinzeit auf dem Glockenspiel übt, gestehen sich die jeweiligen rechten Knie von Kleinzeit und Schwester ihre Liebe, hernach küssen sich Kleinzeit und Schwester.
Kleinzeit lädt Rotbart zweimal in ein Café ein. Beim zweiten Mal spricht der Eingeladene über das gelbe Papier, das er bisher in den Untergrundgängen ausgelegt hat. Es habe einen eigenen Willen, meint er. Nachdem er den Reststapel weggeworfen habe, sei das Schloss in der Tür zu seinem Schlafplatz ausgewechselt worden, deshalb überlässt Kleinzeit ihm für eine Nacht seine Wohnung. Er selbst bleibt, da ihm Gott von der Operation abriet, nur noch eine weitere Nacht im Krankenhaus.

### Zweiter und dritter Krankenhausaufenthalt
Als Kleinzeit in seine Wohnung zurückkehrt, ist sie bis auf eine spartanische Möblierung ausgeräumt. Er setzt sich an den „nackten Tisch“, um Gebrauchslyrik auf dem extra gekauften selben gelben Papiertyp zu schreiben. Anschließend hockt er sich in den U-Bahn-Gang, spielt Glockenspiel und verkauft die Gedichte. Am nächsten Tag schreibt er einen „Absatz“ wiederum auf gelbem Papier, das ihm glücklich um die Beine schnurrt, denn es erwartet einen großartigen Roman. Die dazwischengeschobene Schreibarbeit ist eher langweilig, sodass das Papier einschläft. Kleinzeit vollendet währenddessen die ersten drei Seiten seines Romans.
Kleinzeit bringt in Erfahrung, dass über einen langen Zeitraum auf Station A4 nur Gelbpapier-Kranke lagen und keiner von ihnen je gesundet heimgekehrt ist. Beim Joggen mit dem schimpansenartigen Tod übernimmt er sich, bricht zusammen und erwacht im Krankenhaus, umgeben von Gelbpapiermänner-Patienten und konfrontiert mit der noch immer nicht unterschriebenen Einverständniserklärung für die OP. Tod harrt unter Kleinzeits Krankenbett aus, während das Krankenhaus zuerst mit Kleinzeit, dann mit Schwester über Orpheus und Eurydike ein Gespräch führt.
Action versucht vergeblich, zu Kleinzeit ins Krankenhaus vorzudringen. Alle A4-Patienten setzen ihre Hoffnung auf Kleinzeit, weil er dem Unausweichlichen schon einmal entkommen ist. Eine Schmerzkompanie hindert ihn zu handeln, aber tags darauf flieht er mithilfe von Action aus dem Krankenhaus. Dem davonrasenden Taxi folgt die Schmerzkompanie auf Motorrädern. Zuhause holt ihn die Schmerzkompanie ein und bringt ihn zu Bett. Auch Tod ist anwesend und macht es sich am Fußende bequem. Kleinzeit und Schwester grübeln über Orpheus und Eurydike, dann lieben sie sich aus Vorsicht vor erneuter Überanstrengung behutsam.
Kleinzeit schreibt weiter und das Papier nennt ihn im Überschwang einen Helden. Nachdem Kleinzeit die durch Schwester wieder mehr bestückte Küche begutachtet hat, ist die Stimmung des Papiers in Ablehnung umgeschlagen. Plötzlich zersetzen sich die bereits geschriebenen Worte: es bleiben nur Tintenreste, die das Wort HELD bilden. Das Papier befiehlt ihm, die eigentlichen Worte, die er überschrieben habe, stehen zu lassen. Ihm gelingt es nicht, diese zu erkennen, Tod liest deshalb – für Kleinzeit unverständlich und ihn daher überfordernd – den Urtext vor.
Kleinzeit erwacht auf der ihm bekannten Krankenstation. Schläuche und Strippen wie „menschenfressende Schlingpflanzen“ weisen auf den ringsum verschlechterten Gesundheitszustand hin. Es kann sich zwar nur sein Bewusstsein aufsetzen, nicht aber sein Körper, dennoch ist Dr. Pink guter Dinge und verlegt Kleinzeit in ein Zimmer mit weniger geschwächten Patienten. Das neue Bett versucht ihn katzbucklig loszuwerden und das Krankenhaus empfiehlt ihm kryptisch: „Erinnere dich“. Durch die Rezitationsübung seines Bettnachbarn, in der das Wort „Harmonie“ vorkommt, erinnert sich Kleinzeit und formuliert: „Was ist Harmonie anderes […] als ein Zusammenfügen.“ Das Krankenhaus findet, Kleinzeit könne jetzt gehen, aber für Kleinzeit war der Erinnerungsmoment zu kurz. Das Krankenhaus ruft daraufhin die Erinnerung an und lässt diese mit dem Archiv verbinden, welches Momente der Harmonie in den vier Jahreszeiten heraussucht. – Nach mehreren Tagen offeriert ihm Dr. Pink die Entlassung. Auch Schwester freut sich, denn sie wird zu ihm ziehen.
Kleinzeit ist zuhause, Schwester verbringt ihren Urlaub mit ihm, Tod kommt privat zu Besuch. Kleinzeit berichtet seinem Gast, dass er wieder schreibt und ab morgen auch wieder Straßenmusik machen wird. Außerdem malt er auf ein gelbes Papier mit breitem Pinsel und Tusche einen Kreis, über den Tod sagt, dass es sein Geschenk an Kleinzeit sei. Sie unternehmen noch einen Abendspaziergang, bei dem sich beide voneinander verabschieden.

## Kleinzeits Krankheit
Dr. Pinks Diagnose lautet: „Wegen Ihrer Oktave mache ich mir keine Gedanken. Diese Art von Dissonanz ist sehr häufig, und mit ein bißchen Glück haben wir das bald geklärt. Die Hypotenuse ist natürlich definitiv geschrägt, aber nicht so stark, daß das eine Polarität von 12 Prozent erklären würde. […] Andererseits […] zeigen die Röntgenaufnahmen, daß ihre Asymptoten möglicherweise hyperbolisch werden könnten. […] Ihre Schwebung gefällt mir nicht so besonders.“
Später beginnt Dr. Pink sein Aufklärungsgespräch: „Die Hypotenuse ist natürlich die Verbindung AB, die dafür sorgt, daß Ihr rechter Winkel konstant bleibt. Alles schön und gut, solange es klappt, nicht wahr. Die Hypotenuse arbeitet vierundzwanzig Stunden am Tag, dreihundertfünfundsechzig Tage im Jahr, kein Wunder, daß im Laufe der Zeit eine gewisse Belastung auftritt. Dann können zuckende Schmerzen von A nach B auftreten, wenn die Hypotenuse unter Aufrechterhaltung des rechten Winkels sich zu schrägen beginnt. Und dann sage ich, nicht wahr, es ist Zeit, meine Herren. Zeit, daß die Hypotenuse rauskommt. Manche meiner Kollegen haben darauf hingewiesen, daß das unweigerlich dazu führt, daß entweder ein stumpfer oder ein spitzer Winkel auftritt. Ich antworte: Na und? Man kann den rechten Winkel aufrechterhalten, während alles drumherum zusammenklappt – was hat man davon?“ Der Vortrag nimmt weitere knapp zwei Seiten in Anspruch, innerhalb der Geschichte dauert er bis zum nächsten Morgen an.
Matthias Thibaut, der das Buch für die Frankfurter Rundschau rezensierte, fand, dass der „köstlich parodistische Medizinerjargon“ auf „die grundsätzliche Verlorenheit der menschlichen Physis“ abziele. In ihrer Dissertation über die Romane Hobans analysierte Barbara Herkommer-Körfgen: „Hinter den leicht dahingesagten Erklärungen Dr. Pinks verbergen sich Ratlosigkeit und Unkenntnis; durch die skurrile Verwendung einer erfundenen Terminologie, die in ihrer pompösen Gewichtigkeit der medizinischen Nomenklatur durchaus nahekommt und für den Laien ohnehin unverständlich bleibt, wird der Sinn ärztlichen Tuns völlig in Frage gestellt.“
Hoban gab in einem Interview an, er habe früh entschieden, dass er nicht endlos lange medizinisch recherchieren und reale Symptome nebst korrekten Eigennamen verwenden werde. Er setzte auf spontane Eingebungen und abgehobenen Klang. Er benutzte aber nicht irgendwelche hochtrabenden Begriffe, sondern symbolträchtige. Die mathematischen symbolisieren dabei eine Ungleichheit, das heißt eine Aufgabe, die gelöst werden muss, während die musikalischen auf den später wichtig werdenden Begriff „Harmonie“ (die hier noch gestört ist) hinauslaufen.
The-Guardian-Rezensent Nicholas Wroe teilte in diesem Zusammenhang mit, dass Hoban aus eigenen Krankenhaus-Erfahrungen geschöpft habe.

## Gott, Tod und Action
Gott, Tod und Action sind allegorische Figuren wie sie gehäuft auch zum Beispiel bei Ferdinand Raimund (Das Mädchen aus der Feenwelt oder Der Bauer als Millionär) oder Hugo von Hofmannsthal (Jedermann) vorkommen. Sie sind hier allerdings weder stark und erfüllt noch für den Menschen hilfreich und bestimmend. Gott lauscht den Bemerkungen und Gedanken der Menschen und kommentiert sie, hilft aber kaum, weil er die meisten der ihm vorgetragenen Probleme nicht versteht und sich für die aus seiner Schöpfung ergebenden Detailfragen ohnehin nicht zuständig fühlt. Herkommer-Körfgen charakterisiert Gott als „clownhaft-drollig“. Der Tod, schwarz und haarig mit schmutzigen grauen Fingernägeln, lauert an allen Ecken, muss aber oft abwarten und wünscht sich deshalb, er hätte einen aufregenderen Aufgabenbereich, so wie den von Action, während Action im Gefängnis sitzt, Zigaretten raucht und sich wünscht, er hätte die Jobsicherheit des Todes.
Hoban misst in seiner Geschichte dem Tod eine besondere Bedeutung bei, genauer gesagt dem Bewusstwerden von verrinnender Zeit und dem Tod als deren individuellem Endpunkt. Er betrachtet die Todes-Gestalt als verbindendes Element zwischen den zentralen Menschen-Figuren.

## Alltagsdinge
Dietrich Pätzold schrieb in der Ostsee-Zeitung, im Roman gehe es auf unterhaltsame Weise „um unser seltsames Verhältnis zu den Dingen“. Im Hinblick auf die vom Autor angewandte Methode der Anthropomorphierung wies er auf Kleinzeits Beruf hin: „Kleinzeit […] ist es als Werbefachmann gewohnt, Dinge zum Sprechen zu bringen, mit menschlichen, erotischen Motiven aufzuladen, sie selbst sich dem Menschen aufdrängen zu lassen.“ Nach Rupert Loydells Ansicht, die vom Onlinemagazin International Times veröffentlicht wurde, liegt eine Artikulation der Dinge nahe, weil Krankenhäuser voller seltsamer Geräusche seien und U-Bahnen ihre Anwesenheit im elektrischen Flüstern der Schienen ankündigten. Hoban habe die Geräuschkulissen geschickt übertrieben, um eine surreale und überraschende Welt zu schaffen, durch die sich der Protagonist hindurch diskurrieren muss.
Die U-Bahn-Gänge sind eine Metapher für die tieferen Schichten des Bewusstseins. Das Glockenspiel verkörpert die Suche nach dem Lebenspartner: Enttäuscht vom erwählten Partner (dem Käufer Kleinzeit) fungiert es immerhin noch als „Kupplerin“. Die leeren gelben Papierbögen stehen für die Anstrengungen und Selbstzweifel, die meist mit dem kreativen Prozess verbunden sind. Das „bissig-zynische Unterhaltungen“ führende heimtückische Krankenhaus ist als Projektion der Ängste und Sorgen von Kleinzeit zu verstehen. Die ausgeräumte Wohnung mit dem nackten Tisch kann mit der aus dem Lateinischen in unseren Sprachgebrauch eingegangenen Wendung „Tabula rasa“ (reinen Tisch machen) überschrieben werden. Sie symbolisiert einen Neuanfang, ein Abstreifen des bisherigen Lebensstils aufgrund der Warnsignale des Körpers. Dass die Entrümpelung von Rotbart durchgeführt wurde, ist als Freundschaftsdienst zu verstehen: Was Rotbart nicht selbst vollenden konnte, möchte er nun für einen aussichtsreicheren Kandidaten anschieben. Noch einmal kann das Lateinische herangezogen werden, denn ein gebräuchlicher Sinnspruch lautet „Memento mori“ (Gedenke des Todes), was Hoban in Tods Auftauchen und Kleinzeits Akzeptieren seiner Gegenwart ausdrückt. Der in einem Pinselzug gemalte breitrandige Kreis, ein sogenanntes Ensō, symbolisiert die „Ganzheit“ im Sinne körperlicher, mentaler und spiritueller Vollkommenheit.

## Werkinterpretation
Für Thibaut ist der Protagonist Kleinzeit – wieder passt ein lateinischer Ausdruck: „Nomen est omen“ – ein mickriger Zeitgenosse, der sich abhandengekommen ist und sich nun wieder zusammensetzen muss. Die Zivilisation um ihn herum sei gleichermaßen fragmentiert, was die Frage nach dem Sinnzusammenhang aufwerfe. Für den Leser sei das Buch ein Verwirrspiel, da die Komponenten nicht zusammenzupassen scheinen, dann aber doch eine Wechselwirkung aufgedeckt wird, die wiederum nichts endgültig klärt, sondern den Leser „in einem diffusen, geheimnisvollen, großen erlösenden Zusammenhang“ zurücklasse. So bedeute der Roman letztlich „alles und nichts“.
Tatsächlich wird vieles nicht erklärt. Dafür gibt es eine werkimmanente Begründung: „Wie kann es eine Bedeutung geben? […] Eine Bedeutung ist eine Begrenzung. Es gibt keine Grenzen.“
Pätzold fasste die Botschaft des Stückes als „Gewißheit von der allgemeinen Ungewißheit“ zusammen. Die von Hoban-Anhängern betriebene Website russelhoban.org deutet Kleinzeit als Geschichte über einen Mann auf der Suche nach der Realität und seiner eigenen Vergangenheit. Herkommer-Köfgen machte ein Urproblem des Menschen als Quintessenz aus: Die körperlichen Alterungsanzeichen könne Kleinzeit nicht vollends überwinden, aber er verstehe es, mit ihnen zu leben, nachdem er sich mit der Vergangenheit auseinandergesetzt, sein Leben aufgeräumt und die innere Harmonie wiederhergestellt habe. Nach Sigmund Freud gilt: „Die Krankheit selbst darf ihm nichts Verächtliches mehr sein, vielmehr ein würdiger Gegner werden, ein Stück seines Wesens, das sich auf gute Motive stützt, aus dem es Wertvolles für sein späteres Leben zu holen gilt. Die Versöhnung mit dem Verdrängten, welches sich in den Symptomen äußert, wird so von Anfang an vorbereitet […].“

## Rezeption
Als ausgefeilt und wendungsreich, charakterisiert russelhoban.org die Geschichte. Anlässlich einer Neuausgabe warb der amerikanische Verlag Valancourt Books, der auf die Wiederentdeckung seltener, vernachlässigter und vergriffener Romane ausgerichtet ist, mit den Attributen „urkomisch, surreal und völlig unvorhersehbar“. Für Loydell ist das Buch „ausgesprochen originell und unverschämt komisch“. Mathew Lyons von thequietus.com erklärte bei expliziter Nennung von Kleinzeit Hobans Romane als „ebenso verspielt wie tiefgründig“. Der Kritiker auf bibliotheka-phantastika.de findet, die Geschehnisse wirkten auf den Helden „richtig kompliziert und undurchschaubar“ und auf den Leser „reichlich surrealistisch“. Thibaut resümierte: „Ein rätselhaftes, kein leichtes, aber ein heiteres Buch.“ Herkommer-Körfgen benannte als Hauptproblem des Lesers, in all der Wirrnis den unbestritten vorhandenen roten Faden zu finden. Von einer „paranoiden Schizophrenie als Disneyland des Schriftstellers“ geht die Website kirkusreviews.com aus. Der Inhalt sei schwer wiederzugeben.

## Adaptionen
Es gibt mehrere Bühnenadaptionen. Das Werk bietet sich auf den ersten Blick für eine Bühnendarstellung dadurch an, dass es immer wiederkehrende Schauplätze und eine begrenzte Personenzahl hat: Meist spielt es im Krankenhaus, in einer U-Bahn-Station und in Kleinzeits Wohnung; die wichtigen Personen sind Kleinzeit, Schwester und Rotbart. Tatsächlich ist die Abfolge der Ortswechsel rasch wechselnd und die Darstellerzahl aufgrund der anthropomorphen Dinge höher. Eine Theaterfassung stammt von Regisseur Michael Wallner und wurde unter dem Titel Kleinzeit – Der Held 1997 am Volkstheater Rostock uraufgeführt.
Zu einer musikalischen Umsetzung inspiriert wurde 1992 die Schweizer Avantgarde-Band No Secrets in the Family um Martin Gantenbein. So lauten die auf Kleinzeit veröffentlichten Stücktitel Doctor, Bed, Pain, Glockenspiel, Underground usw.

## Deutschsprachige Ausgaben
- Kleinzeit. Roman. Aus dem Englischen von Joachim Kalka. S. Fischer Verlag, Frankfurt am Main 1989, ISBN 3-10-033605-4.
- Kleinzeit. Roman (= Nr. 11418). Aus dem Englischen von Joachim Kalka. Fischer-Taschenbuch-Verlag, Frankfurt am Main 1993, ISBN 3-596-11418-7.